# Indalmus lineella
Indalmus lineella is een keversoort uit de familie zwamkevers (Endomychidae). De wetenschappelijke naam van de soort werd in 1876 gepubliceerd door Félicien Chapuis.